# Corinne Hofman
Corinne Lisette Hofman (nascuda el 10 de juliol de 1959) és una professora holandesa d'arqueologia del Carib a la Universitat de Leiden des del 2007. Guanyà el Premi Spinoza l'any 2014.

## Biografia
Hofman nasqué a la ciutat de Wassenaar, Països Baixos. Obtingué el doctorat a la Universitat de Leiden el 1993.

## Carrera
Estudià arqueologia a la Universitat de Leiden i s'hi llicencià el 1987. Al 1993, es doctora a la mateixa universitat en el tema d'Arqueologia precolombina del Carib. El títol de la seu discurs fou "A la recerca de la població nadiua o Saba precolombina (400-1450 de). Primera part. Estils de ceràmica i les seues interpretacions." El 2007 guanya la plaça de professora a la Universitat de Leiden. També és una professora visitant a la Universitat de Florida. Al 2013, fou degana de la Facultat d'Arqueologia de la Universitat de Leiden com a successora de Willem Willems. Hofman també és membre de la Comissió Nacional Holandesa de la UNESCO.

## Premis
Al 2013, guanya el Premi Merian de la Reial Acadèmia d'Arts i Ciències dels Països Baixos. El Premi Merian s'atorga a científiques excel·lents, per inspirar-ne altres a fer carrera en la ciència.
Al 2014 fou una de les quatre guanyadores del Premi Holandés Spinoza i rebé una subvenció de 2,5 milions d'euros. Des del 2015, és membre de la Reial Acadèmia d'Arts i Ciències dels Països Baixos.